# The Miracle (piosenka)
The Miracle – piosenka brytyjskiej grupy rockowej Queen. Utwór, pochodzący z albumu o takim samym tytule, wydany został jako singiel w listopadzie 1989 roku.
Na portalu Rate Your Music określono go jako reprezentującego m.in. gatunki hard rock, pop progresywny, rock progresywny i pop rock. 

## Teledysk
W teledysku występują dzieci, które zostały ucharakteryzowane na sobowtórów członków zespołu. Muzycy grupy Queen wchodzą na scenę dopiero pod koniec utworu.

## Listy przebojów
| Kraj   | Lista                          | Pozycja | Źr.   |
| ------ | ------------------------------ | ------- | ----- |
| BE-VLG | Ultratop 50 Singles (Flandria) | 28      | [ 2 ] |
| NL     | Single Top 100                 | 16      | [ 3 ] |
| IE     | Top 100 Singles                | 23      | [ 4 ] |
| DE     | Single Top 100                 | 78      | [ 5 ] |
| GB     | UK Singles Chart               | 21      | [ 6 ] |